# Gustave Gobron
Gustave Charles Alexis Gobron (Buzancy, 15 giugno 1846 – Wadimont, 27 settembre 1911) è stato un imprenditore e politico francese, cofondatore di una nota casa automobilistica francese, la Gobron Brillié, produttrice di veicoli particolarmente diffusi tra la fine del XIX e l'inizio XX secolo.

## Biografia
Figlio di un notaio, durante la Guerra franco-prussiana si è messo in evidenza volando su un pallone aerostatico, scendendo nel territorio olandese, per rientrare in Francia unendosi all'armata della Loira guidata dal generale Chanzy. Iscrittosi nelle file radicali, si è candidato alle elezioni nella circoscrizione delle Ardenne del dicembre 1885, ottenendo l'elezione al relativo ballottaggio. Alle successive elezioni, quelle del 1889, non è riuscito ad essere rieletto.

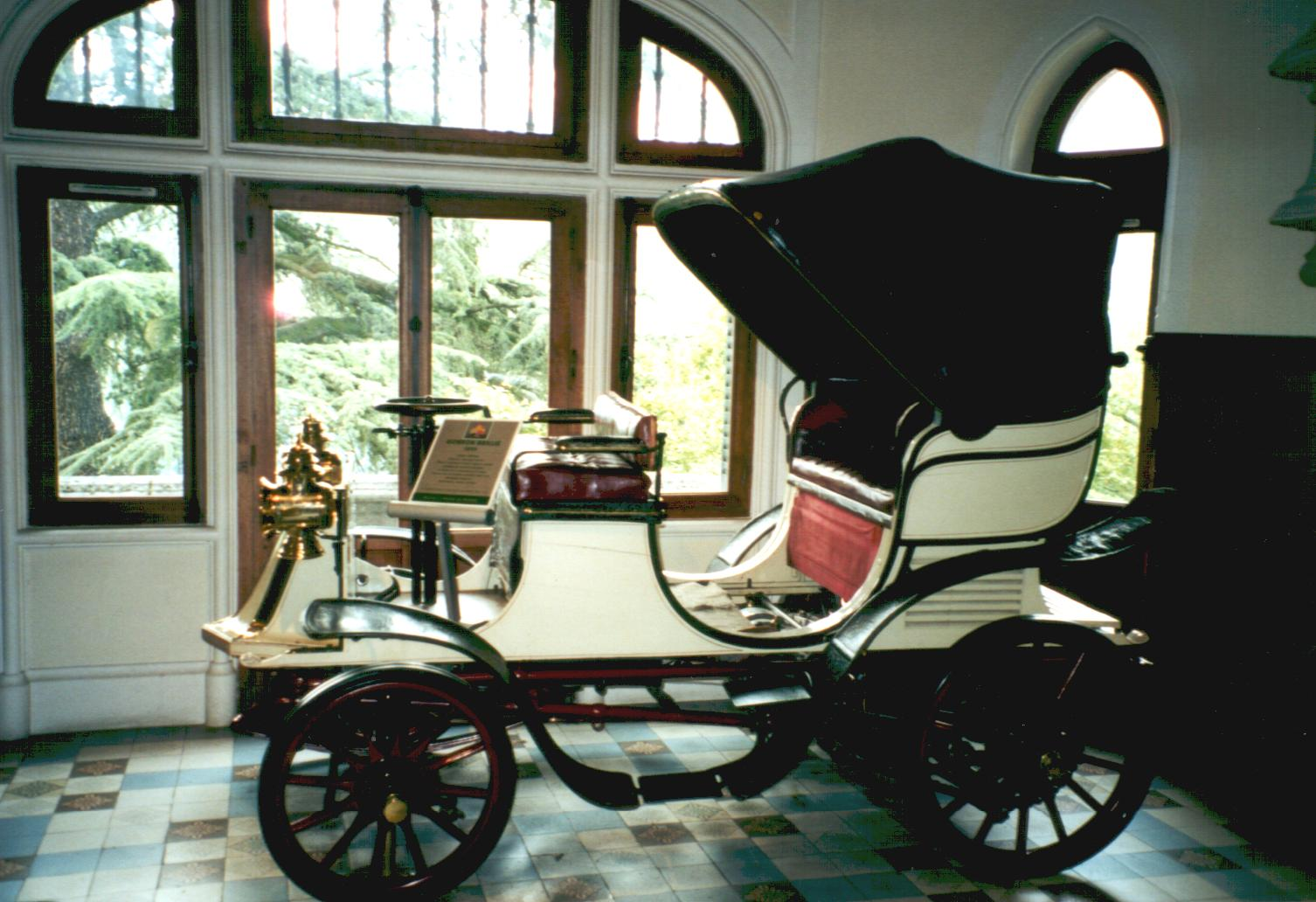
Modello Gobron Brillié del 1898

Nel 1898 ha fondato, insieme all'ingegnere Eugène Brillié, la casa automobilistica Gobron Brillié, con un capitale di 500.000 franchi francesi. Trasferita la sede da Parigi a Boulogne-Billancourt e poi, terminata la prima guerra mondiale, a Levallois, l'azienda ha prodotto numerosi modelli fino agli anni trenta, segnalandosi anche in numerose competizioni automobilistiche, fra cui quella di Ostenda del 1904, dove una vettura Gorbon Brillié ha raggiunto il record di velocità terrestre di 166,6 chilometri orari su lanciato.
Insignito del cavalierato della Légion d'honneur, Gobron è stato eletto senatore nel 1907.